# Zona de los Santos
La Zona de los Santos, también comúnmente conocida como el Valle de los Santos o simplemente Los Santos, es una región geográfica del centro-sur de la provincia de San José, Costa Rica.
Corresponde a un amplio sector de una serie de valles intermontanos de los cantones de Tarrazú, Dota y León Cortés Castro, más dos distritos del cantón de Desamparados: Frailes y San Cristóbal. La principal característica de la zona y que es la génesis del origen de su nombre, es que la mayoría de sus pueblos y caserios  tienen significado católico o nombre de algún santo o santa.
Sumando la superficie de los tres cantones, el área es de alrededor de 863 kilómetros cuadrados.
Actualmente la región se denomina como el Eje Cafetero del sureste del país.

## Toponimia
El origen del nombre proviene de la gran cantidad de poblados con nombres alusivos a "santos" del catolicismo. Por ejemplo, las cabeceras de los cantones de Dota, Tarrazú y León Cortés, respectivamente son Santa María, San Marcos y San Pablo.
Asimismo, algunos distritos de estos cantones también poseen dicha toponimia. Por ejemplo, se encuentran los distritos de San Carlos y San Lorenzo en el cantón de Tarrazú y San Andrés, San Antonio, Santa Cruz y San Isidro en León Cortés Castro.

## Historia
La zona ha estado habitada desde la época precolombina, particularmente por indígenas del llamado reino Huetar de Oriente, que fue dominio del cacique Guarco quien murió antes o a principio de la conquista, asumiendo el cacicazgo su hijo Correque. 
Según registros documentales, en el centro del valle que hoy corresponde al cantón de Dota, había una pequeña sabana rodeada de baldíos, lo que hizo pensar a los primeros pobladores que el lugar había sido, en algún tiempo, asiento de una población aborigen. Esta situación se confirmó en fechas más recientes al encontrarse sepulturas indígenas dispersas por todo el sitio, piedras marcadas con ciertos jeroglíficos, y un cementerio localizado al este del valle.
Se conoce que el conquistador Juan Vázquez de Coronado pasó por esta región, en su expedición a Quepos en 1563.  
En los siglos siguientes, el valle se colonizó con pobladores criollos que estaban en busca de nuevas tierras para sus actividades agropecuarias en el sur del país. Las migraciones más fuertes ocurrieron a inicios del siglo XIX, impulsadas en gran medida por el desarrollo comercial cafetalero de la nueva República, con asentamientos pequeños y disgregados, ubicados a lo largo de los ríos.
No hay fechas muy precisas sobre la fundación de los primeros poblados de importancia; sin embargo, el más antiguo parece ser San Marcos, en la primera mitad del siglo XIX. Propiamente, se reconoce al señor José Miguel Cascante Rojas y su familia como los primeros habitantes de esa ciudad, quien reclama las tierras de Tarrazú a su nombre en 1845. 
El primer nombre oficial que se le dio a San Marcos fue Hato de Dota, como lo llamó la municipalidad de San José, en 1825, en un informe al Estado sobre los hatos de la provincia. 
Mientras tanto, el primer colonizador reconocido de Dota y fundador de la población de Santa María fue don José María Ureña Mora; quien después de realizar una exploración a la zona, el 19 de junio de 1863 denunció ante el Juez de Hacienda Nacional, don Juan Rafael Mata, seis caballerías de terreno baldío en Dota, en esa época jurisdicción del cantón de Desamparados. Un año después se trasladó a este lugar junto con su familia y varios peones, para comenzar a sembrar la tierra que existía en este sitio.
En una reunión familiar entre don José María Ureña y su esposa, don José Salas Zúñiga y su señora después de una larga discusión llegaron al acuerdo de bautizar al valle con el nombre de Santa María.
Finalmente, el valle que corresponde al actual cantón de León Cortés Castro fue colonizado en una época algo más tardía. Los primeros pobladores que llegaron a la región, en la segunda mitad del siglo XIX, fueron vecinos de la hoy ciudad de Guadalupe, del cantón de Goicoechea; entre los cuales estaba don Manuel Castro Blanco, hombre emprendedor que puso todo su empeño en el desarrollo del incipiente poblado.

## Aspectos físicos

### Geomorfología
La Zona de los Santos presenta dos unidades geomorfológicas, denominadas como formas de origen tectónico y otra de origen erosivo. Adicionalmente, existe otra unidad de sedimentación aluvial, procedente del aporte de materiales de los ríos.
La región se caracteriza por sus estrechos valles rodeados de lomas de escasa altura y de procedencia tectónica, dentro de la gran cuenca hidrográfica del río Pirrís-Parrita (curso que desagua en el océano Pacífico), y surcada por una serie de fallas geológicas locales. 
El valle principal y más habitado sigue una dirección paralela a la cordillera de Talamanca, con una orientación noroeste-sureste y de unos 15 kilómetros de largo.
La altitud oscila entre 1500 a 1700 metros sobre el nivel del mar, lo que le concede un clima fresco, húmedo y ventoso todo el año.

### Hidrología
La zona experimenta, por lo general, fuertes precipitaciones y una gran influencia de humedad directa procedente del Océano Pacífico. Estos factores, sumados a una gran abundancia de materiales de escasa consistencia, originan importantes acumulaciones de sedimentos. En consecuencia, Los Santos presenta una gran vulnerabilidad a desastres naturales tales como actividad sísmica y deslizamientos, además de un riesgo latente a inundaciones ante un mal manejo de suelos.
Las divisorias de las cuencas hidrográficas de igual forma son angostas, y experimentan una notable erosión lineal por escorrentía. 
Los ríos y quebradas tienen un curso rápido y son de tipo torrencial. Otros ríos destacables (aparte del Pirrís) son el Damas, Tarrazú, Savegre y Naranjo, los cuales nacen en su totalidad en las estribaciones de la cordillera de Talamanca. 
Las caídas de agua (cataratas) son relativamente frecuentes y tienen gran atractivo turístico.

## Demografía
Desde el punto de vista demográfico, la zona se caracteriza por ser sumamente despoblada, motivado en gran medida por las escasas tierras habitables o de vocación agropecuaria, en medio de su abrupto territorio. También presenta uno de los mayores índices de migración del país.
La densidad de población apenas sobrepasa los 100 habitantes por kilómetro cuadrado en León Cortés Castro, mientras que en Dota, no supera los 20 hab/km².
Los caseríos (poblados) más importantes son: San Marcos (cabecera), San Lorenzo, San Carlos, Santa María (cabecera), Copey, San Gerardo, San Pablo (cabecera), San Andrés, San Isidro y Santa Cruz.
Las poblaciones totales por cantón y distritos son (2010):
|   | Cantón / Distrito        | Área (km²) | Población | Densidad (hab./km²) |
| - | ------------------------ | ---------- | --------- | ------------------- |
| 1 | Tarrazú                  | 297,5      | 16.555    | 56,65               |
| 2 | Dota                     | 400,22     | 6.656     | 16,63               |
| 3 | León Cortés Castro       | 120,8      | 13.356    | 110,56              |
| 4 | Frailes (Distrito)       | 19,48      | 3.806     | 195,38              |
| 5 | San Cristóbal (Distrito) | 25,24      | 3.871     | 153,37              |

## Economía
En general, son cantones eminentemente rurales, con niveles medios de desarrollo humano en el contexto costarricense. La base de la economía es el cultivo y la comercialización del café; una de las mejores variedades de café del mundo que posee está catalogada con la  Denominación de Origen Protegida. La producción cada vez se enfoca más en elaborar café gourmet de exportación, en particular mantenido con el mercado de la cadena estadounidense Starbucks, con cierto reconocimiento internacional.
Un sector que cada vez adquiere mayor importancia para Los Santos es el turismo de tipo ecológico y de aventura. El sitio más visitado de la región es el Parque Nacional Los Quetzales (hasta 2005, se llamó Reserva Biológica Forestal Los Santos), área natural de gran belleza escénica, la cual abarca la mayor parte del cantón de Dota y de gran importancia en la conservación de la flora y la fauna local, así como en la protección de acuíferos y nacientes de ríos. La ruta de senderismo interoceánica del Camino de Costa Rica atraviesa esta región y beneficia a diferentes microempresarios de la zona.
Finalmente, el proyecto hidroeléctrico Pirrís del Instituto Costarricense de Electricidad (en los cantones de León Cortés Castro, Tarrazú y Parrita) inició operaciones en setiembre de 2011. Se estima que el embalse de 114 hectáreas permitirá satisfacer las necesidades eléctricas de unos 160.000 hogares. Es la cuarta planta en tamaño del país, con una altura de 113 metros (la de mayor altura) y una generación de 5601 GWh.